# Rollin' (Bay City Rollers)
Rollin' è il primo album in studio del gruppo musicale scozzese Bay City Rollers, pubblicato nel 1974.

## Tracce
Side 1
1. Shang-A-Lang (Phil Coulter, Bill Martin) – 3:07
2. Give It to Me Now (Coulter, Martin) – 3:48
3. Angel Angel (Eric Faulkner, Stuart "Woody" Wood) – 2:27
4. Be My Baby (Jeff Barry, Ellie Greenwich, Phil Spector) – 3:27
5. Just a Little Love (Faulkner, Wood) – 2:57
6. Remember (Sha la la la) (Coulter, Martin) – 2:33

Side 2
1. Saturday Night (Coulter, Martin) – 2:57
2. Ain't It Strange (Faulkner, Wood, Les McKeown) – 2:10
3. Please Stay (Burt Bacharach, Bob Hilliard) – 3:54
4. Jenny Gotta Dance (Coulter, Martin) – 3:06
5. There Goes My Baby (Faulkner, Wood) – 3:18
6. Summerlove Sensation (Coulter, Martin) – 3:12

## Formazione
- Les McKeown – chitarre, voce
- Eric Faulkner – chitarre, violino, basso, mandolino
- Stuart "Woody" Wood – chitarre, basso, piano, mandolino
- Alan Longmuir – basso, piano, fisarmonica
- Derek Longmuir – batteria, percussioni